# Shipman (Wirginia)
Shipman – jednostka osadnicza w Stanach Zjednoczonych, w stanie Wirginia, w hrabstwie Nelson.